# Mendolito
Mendolito ist die geläufige Bezeichnung für eine ehemalige sikulische Stadt unbekannten Namens, die im Bezirk Mendolito der Stadt Adrano lag. In der wissenschaftlichen Literatur wird sie auch Simaethia genannt. Sie liegt gut 4 km in Luftlinie nordwestlich von Adrano auf der linken Seite des Simeto in der Metropolitanstadt Catania in Sizilien. 
Die Stadt war von drei Mauern umgeben. Bei Ausgrabungen wurde das Südtor gefunden, das zwei Türme hatte. Die Mauer bestand aus zwei Teilen. Sie wurde aus Lavasteinen erbaut und dazwischen mit anderen Steinen gefüllt.
Entdeckt wurde die Stadt im  18. Jahrhundert von einem Benediktinerabt. Die Ausgrabungen fanden in der Zeit von 1898 bis 1910 und 1962/3 statt. Am Südtor wurde eine Inschrift in sikulischer Sprache gefunden. Teile der Inschrift haben Verwandtschaft mit italienischen Sprachen aus den anderen Regionen Italiens. Außerdem wurden bedeutende Fundstücke aus Bronze entdeckt. Sie befinden sich im Archäologischen Museum von Adrano.